# Jordi Carreño i Padilla
Jordi Carreño i Padilla (Barcelona, 15 de maig de 1953) fou un futbolista català de les dècades de 1970 i 1980.

## Trajectòria
Arribà al FC Barcelona l'any 1972 procedent del CE Júpiter. Romangué al club durant vuit temporades, però mai fou titular indiscutible i en quatre d'aquestes temporades fou cedit a l'Hèrcules CF i al Burgos CF. Jugà 17 partits de lliga i marcà un gol amb el Barça, proclamant-se campió d'una lliga (1973-74) i una copa del Rei (1977-78). El 1980 fitxà pel RCD Espanyol, on jugà dues temporades un total de 35 partits de lliga en els quals marcà un gol. La primera temporada fou titular però la segona romangué majoritàriament a la banqueta. Retornà a l'Hèrcules CF a Segona Divisió on jugà dues noves temporades fins al 1984 i acabà la seva carrera al Lorca Deportiva el 1989.